# جزیره الف رینگنس
جزیره الف رینگنس (به انگلیسی: Ellef Ringnes Island) یک جزیره در کانادا است که در نوناووت واقع شده‌است.

## خصوصیات
جزیره الف رینگنس ۱۱٬۲۹۵ کیلومترمربع مساحت و Uninh نفر جمعیت دارد و ۲۶۰ متر بالاتر از سطح دریا واقع شده‌است.